# Las Huacas
Las Huacas è un comune (corregimiento) della Repubblica di Panama situato nel distretto di Río de Jesús, provincia di Veraguas. Si estende su una superficie di 74,3 km² e conta una popolazione di 965 abitanti (censimento 2010).